# Hilla von Rebay
Koordinaten: 48° 7′ 42,2″ N, 7° 48′ 42,5″ O

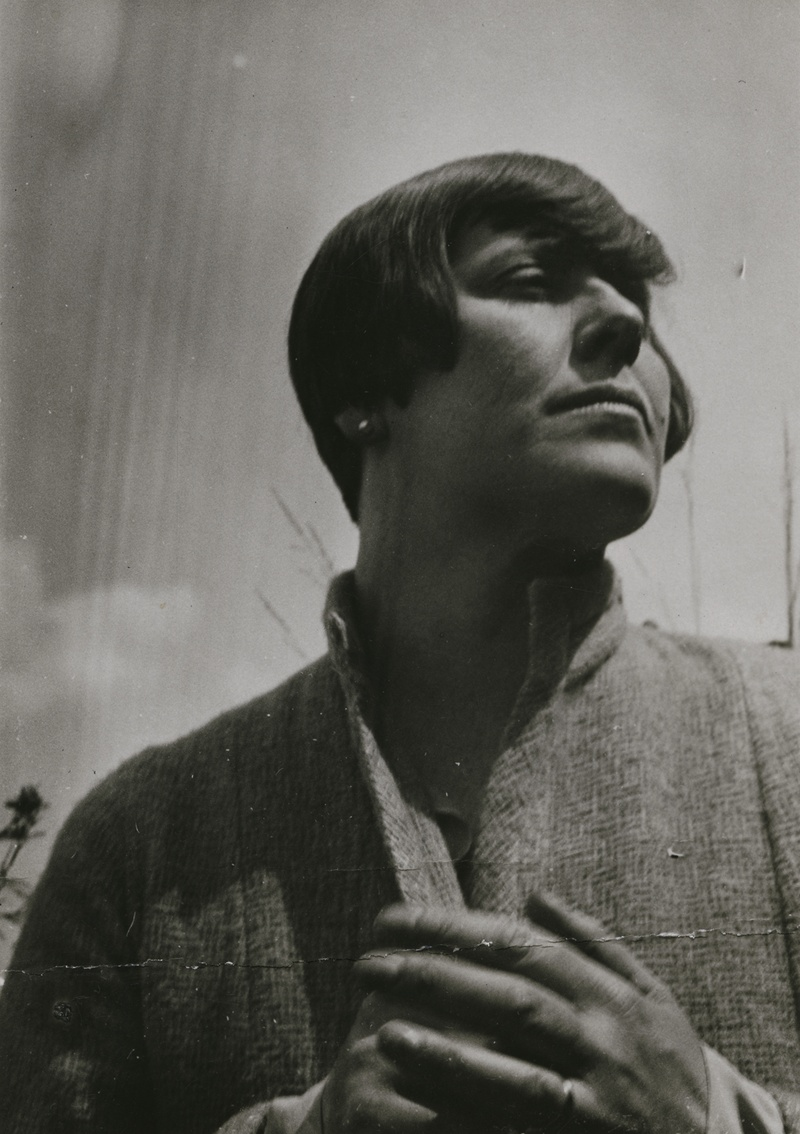
Hilla von Rebay (1924). Foto von László Moholy-Nagy

Hilla von Rebay (* 31. Mai 1890 in Straßburg als Hildegard Anna Augusta Elisabeth Baronin Rebay von Ehrenwiesen; † 27. September 1967 in Westport, Connecticut, USA) war eine deutsch-amerikanische Malerin, Kunstsammlerin und Mäzenin. Sie war Gründungsdirektorin der Solomon R. Guggenheim Foundation in New York und war an der Planung des Guggenheim-Museums beteiligt. Als Malerin abstrakter Bilder zu Beginn des 20. Jahrhunderts, wie auch später als Förderin der gegenstandslosen Kunst, verhalf sie der Abstrakten Malerei zum internationalen Durchbruch.

## Leben und Werk

### Familie und frühe künstlerische Ausbildung
Hilla wurde nach ihrem Bruder Franz Hugo (* 1889) als zweites Kind in eine preußische Offiziersfamilie bayerischer Abstammung geboren. Ihre Eltern waren Franz Joseph Rebay von Ehrenwiesen (1857–1931), ein katholischer Berufsoffizier im preußischen Heer, und dessen Gattin Antonie, geborene von Eicken, aus Mülheim an der Ruhr. Bedingt durch die Offizierskarriere ihres Vaters, der bis zum Generalmajor aufstieg, zog die Familie mehrfach um, von Saarburg in Lothringen nach Freiburg im Breisgau, schließlich nach Köln. Dort erhielt Hilla eine Erziehung auf einer Höhere-Töchter-Schule, die ihr Fremdsprachenkenntnisse und erste Fähigkeiten im Malen und Zeichnen vermittelte. Ab 1905 besuchte sie ein Kölner Mädchengymnasium. Nach ihrer Konfirmation erhielt sie privaten Kunstunterricht von dem Genremaler und Illustrator August Zinkeisen, einem späten Vertreter der Düsseldorfer Malerschule. Zinkeisen unterwies sie insbesondere im anatomischen Zeichnen. Von 1908 bis 1908 war sie Schülerin der Kunstgewerbeschule Köln.

### Studium und erste Kontakte in der Kunstszene Berlins
Von Oktober 1909 bis Mai 1910 studierte von Rebay Malerei in Paris an der Académie Julian, danach bis 1913 in München, wo sie sich an den Malern der Scholle (Fritz Erler, Leo Putz und anderen) und der Secession orientierte. Außerdem verband sie eine Bekanntschaft mit Georges Braque. In diese Zeit fallen Ausstellungen im Kölner Kunstverein (1912) und in München.
1916 begegnete sie Hans Arp in Zürich, der sie mit der Kunst der Collage vertraut machte. Diese Ausdrucksform verwandte sie häufig in den 20er Jahren, aber auch später – in den USA als „plastic paintings“ (von ihr sogenannte geklebte Konstruktionen). Danach bewegte sie sich in Berlin im Umkreis der Künstlergruppe um Herwarth Waldens Galerie und Zeitschrift „Der Sturm“ und freundete sich mit Rudolf Bauer, Otto Nebel und Wassily Kandinsky an. 1919 hatte sie mit Oskar Fischer und Hugo Händel in der Galerie „Der Sturm“ eine Ausstellung. Sie wurde Mitglied der Novembergruppe in Berlin. 1923 gründete sie zusammen mit Otto Nebel und Rudolf Bauer die Künstlergruppe Der Krater. 1925 reiste sie für längere Zeit nach Italien. Sie interessierte sich ebenso wie Kandinsky für Themen wie Theosophie und Spiritualität und besuchte in Berlin um 1904 Kurse bei Rudolf Steiner zu dem Thema.

### New York
1927 ging sie nach New York, wo sie im Jahr darauf den auch „Kupferkönig“ genannten Solomon R. Guggenheim kennenlernte, einen der reichsten Männer des Landes. Ihm brachte sie die gegenstandslose Kunst nahe und gewann dabei sein Vertrauen, während das Verhältnis zu seiner Familie, insbesondere zu Peggy Guggenheim, eher gespannt war.

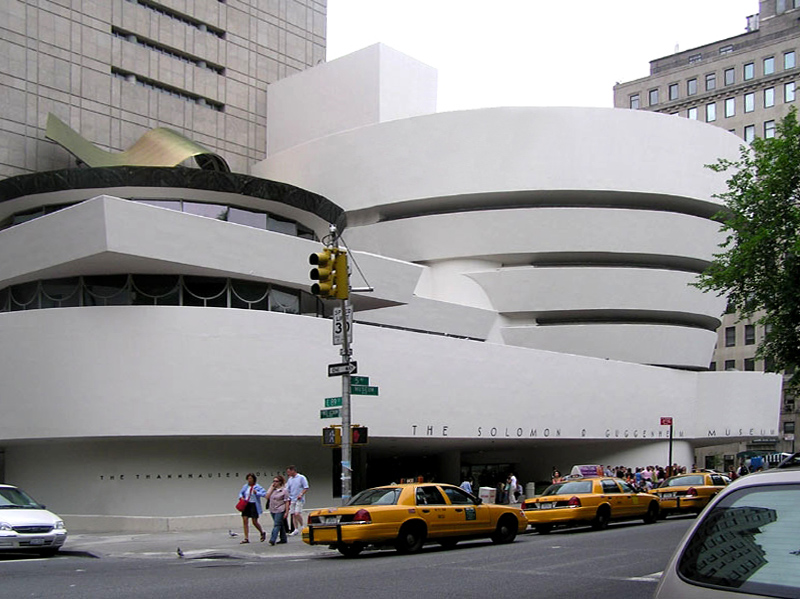
Guggenheim-Museum in New York City, Architekt: Frank Lloyd Wright

Im Jahr 1929 gründete Rudolf Bauer in Berlin das Museum für Gegenstandslose Malerei: „Das Geistreich“ – welches auf Rat Hilla von Rebays stark von Solomon R. Guggenheim unterstützt wurde. Sie war, bis es zum Bruch kam, eng mit Rudolf Bauer befreundet. Dabei überschätzte sie seine künstlerischen Leistungen. Dies ist kaum zu erklären, weil sie bei dem beginnenden und künstlerisch von ihr verantworteten Aufbau der Sammlung von Irene und Solomon R. Guggenheim neben den Bildern Bauers zielstrebig alle die (zunächst ausschließlich abstrakten) Bilder der Moderne einkaufte, die den späteren Weltruhm des Guggenheim-Museums begründeten. 1936 organisierte sie die Wanderausstellung der non-objective art (Gegenstandslose Kunst). Ein Jahr später wurde die Solomon R. Guggenheim Foundation gegründet. 1939 folgte die Eröffnung des ersten Museum of Non-Objective Painting / Art of Tomorrow in Manhattan, New York City (24 East 54th Street). Sie unterstützte den experimentellen Film und die synästhetische Kunst. Während des Zweiten Weltkriegs förderte von Rebay zahlreiche in Europa gebliebene Künstler aus eigenen Mitteln und durch Ankäufe von Bildern. 1943 begann sie zusammen mit dem von ihr ausgewählten Architekten Frank Lloyd Wright die Planung des heutigen Guggenheim-Museums, 1071 Fifth Avenue, New York City, im Anschluss an Wassily Kandinskys und Gertrud Grunows Projekte. So geht die berühmte Schneckenform womöglich auf sie zurück. Außerdem bestand sie darauf, das Guggenheim-Museum weiß zu streichen und nicht rot, wie von Frank Lloyd Wright geplant.
1947 erhielt von Rebay die US-amerikanische Staatsbürgerschaft. 1949 starb Solomon R. Guggenheim. Von Rebay verlor dadurch jeden Rückhalt in der Familie Guggenheim und bei der Solomon R. Guggenheim Foundation. 1952 musste sie deshalb ihre Leitungsfunktion aufgeben. 1959 zur Eröffnung des Guggenheim Museums wurde sie nicht einmal mehr eingeladen. Verbittert zog sie sich aus der Öffentlichkeit zurück und setzte nie einen Fuß in das Museum. Den Rest ihres Lebens verbrachte sie in ihrem Anwesen in Greens Farms, einem Stadtteil von Westport, Connecticut. Dort starb sie im Jahr 1967.

## Andenken

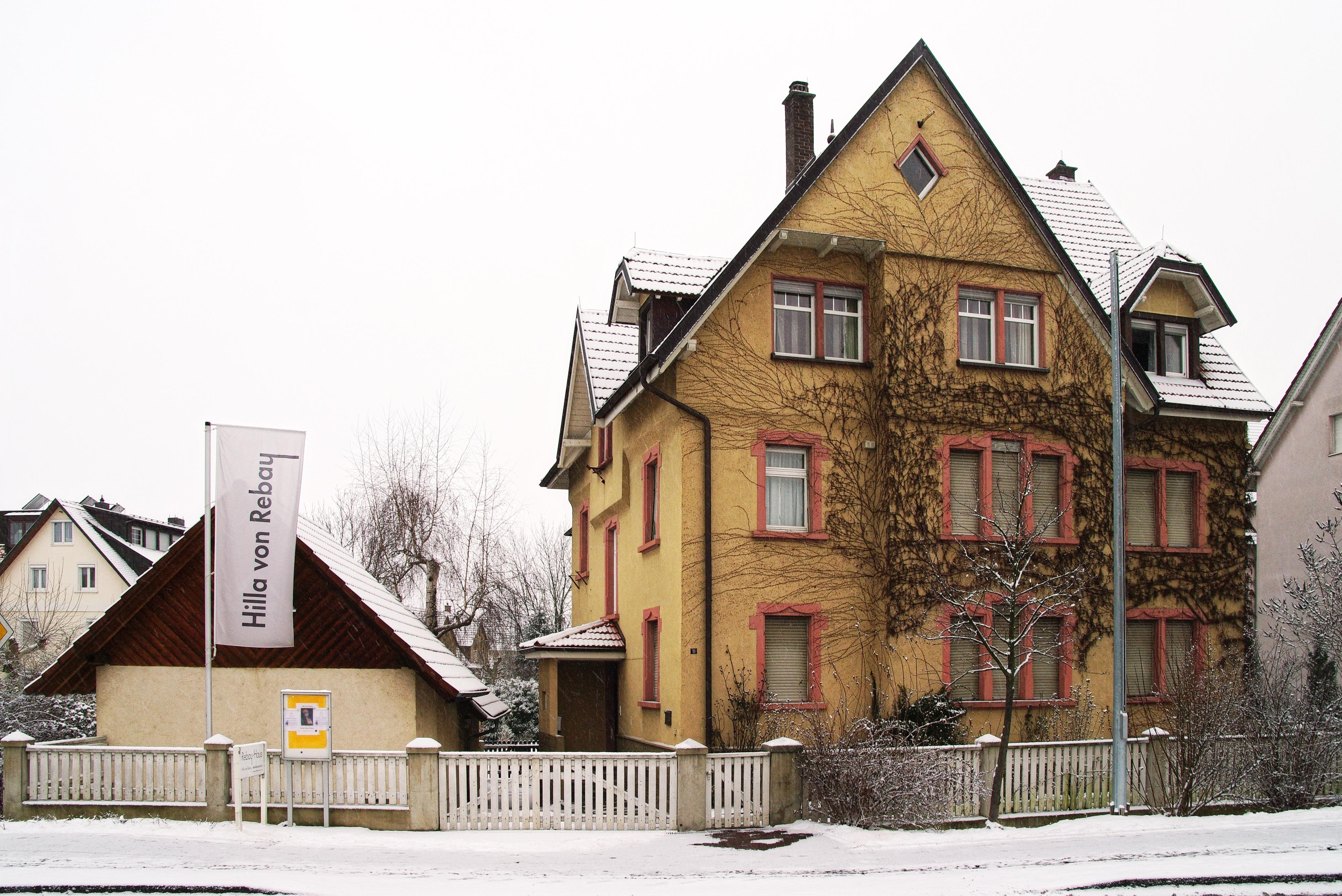
Das Hilla-von-Rebay-Haus in Teningen
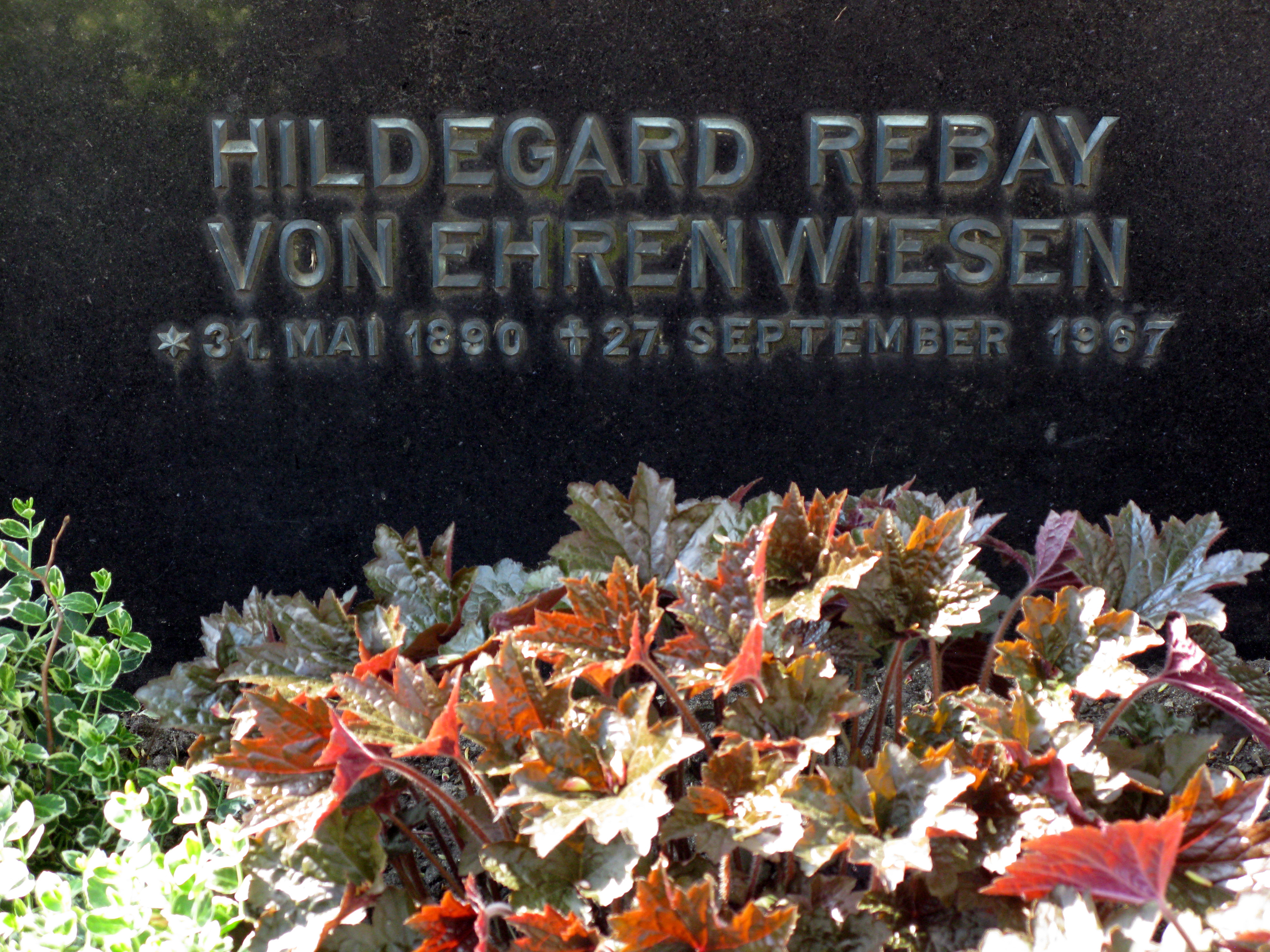
Grab in Teningen

Auf ihren Wunsch hin wurde sie im Familiengrab in Teningen beigesetzt, wohin die Familie 1919 gezogen war. Von Rebay schenkte das Haus 1938 der Gemeinde. Seit 2000 beherbergt es ein Museum mit Werken der Künstlerin und einer Dokumentation über ihr Leben. Der Förderverein Hilla von Rebay Teningen organisiert Vorträge und Ausstellungen im Rebay-Haus.
Seit 1983 liegt die grundlegende Biographie von Joan Lukach: Hilla Rebay: In Search of the Spirit in Art vor. Der Titel ist eine deutliche Anspielung auf Kandinskys Buch Über das Geistige in der Kunst, von dem sie sehr beeinflusst war. 2005 folgte eine Gedächtnisausstellung im Guggenheim-Museum; diese war 2006 auch in der Villa Stuck in München zusammen mit dem biografischen Film Die Baroness und das Guggenheim von Sigrid Faltin zu sehen.